# Europese weg 50
De Europese weg 50 of E50 is een Europese weg die een belangrijke oost-westverbinding vormt tussen Frankrijk, Duitsland, Tsjechië, Slowakije, Oekraïne en Rusland. Sommige trajecten zijn Expresweg, autosnelweg of autoweg zonder gescheiden rijbanen. De E50 begint bij Brest in Frankrijk en eindigt bij Machatsjkala, de hoofdstad van de Russische deelrepubliek Dagestan.

## Plaatsen langs de E50
| Frankrijk - Brest - Rennes - Le Mans - Chartres - Parijs - Reims - Metz Duitsland - Saarbrücken - Mannheim - Heilbronn - Neurenberg - Amberg - Waidhaus |  | Tsjechië - Rozvadov - Plzeň - Praag - Jihlava - Brno Slowakije - Trenčín - Prešov - Košice - Vyšné Nemecké |  | Oekraïne - Oezjhorod - Moekatsjeve - Stryj - Ternopil - Chmelnytsky - Vinnytsja - Oeman - Kropyvnytsky - Dnipro - Donetsk Rusland - Rostov aan de Don - Armavir - Nevinnomyssk - Pjatigorsk - Naltsjik - Grozny - Machatsjkala |